# Болтабоев, Джамшид
Джамшид Болтабоев (узб. Жамшид Болтабоев; 3 октября 1996 года; Ташкент, Узбекистан) — узбекский футболист, защитник ферганаского «Нефтчи».

## Клубная карьера
Джамшид до 2014 года занимался в академии «Пахтакора». Затем он был переведён в первую команду и регулярно привлекался к играм команды в высшей узбекской лиге. Его дебют состоялся 3 августа 2014 года в матче против «Андижана». Всего в своём дебютном сезоне Джамшид провёл шесть матчей, а его команда стала чемпионом Узбекистана.

## Карьера в сборной
В 2013 году молодой игрок принял участие на юношеском чемпионате мира по футболу, где дошёл вместе со своей сборной до 1/8 финала.

## Достижения
- Чемпион Узбекистана (1): 2014, 2015